# Héliport de Petawawa
L'héliport de Petawawa est un héliport situé en Ontario, au Canada.